# .38-55 Winchester
Набій .38-55 Winchester (реальний калібр .3775) було представлено в 1876 компанією Ballard. Його використовувала компанія Marlin Firearms з 1875 у різних однозарядних гвинтівках та у своїй важільній гвинтівці 1893. Пізніше Winchester використала його у гвинтівці Model 1894. Компанія Winchester продовжила використовувати набій у різних гвинтівках до 1940 року, а також використовувала його в кількох пам'ятних виданнях гвинтівок. Крім того, Marlin пропонував свою гвинтівку 336 під цей набій, а також його використовували у гвинтівці з ковзним затвором Remington-Lee.
У 1978 році було представлено модернізовану версію набою, під назвою .375 Winchester. Конструкція розроблена щоб витримувати великий тиск і використовуватися лише у сучасній вогнепальній зброї. Небезпечно використовувати заводський набій .375 Win у гвинтівках під набій .38-55, особливо у старих зразках. Гільза дуже схожа (коротша приблизно на 1 мм), але використання сучасних зарядів високого тиску у старих гвинтівках може призвести до серйозних поранень стрільців.
Набій .38-55 використовують для полювання на чорних ведмедів та оленів на середніх відстанях, а також для використання у ковбойських змаганнях.